# ケツノポリス2
『ケツノポリス2』（ケツノポリス・ツー）は、ケツメイシ2作目のアルバム。2002年4月3日、トイズファクトリーから発売。

## 内容
メジャー初のアルバム。初のオリコン初登場1位、2週連続1位を獲得。本作のアルバム・カラーは黒。初回プレス特典はステッカー。メジャー・デビュー・シングル「ファミリア」は未収録。

## 収録曲
| 全作詞・作曲: ケツメイシ（特記以外）、全編曲: ケツメイシ、YANAGIMAN。 |                                                            |                        |                        |      |
| #                                                                     | タイトル                                                   | 作詞                   | 作曲・編曲             | 時間 |
| 1.                                                                    | 「前出し」(inst.)                                          | ケツメイシ（特記以外） | ケツメイシ（特記以外） | 0:39 |
| 2.                                                                    | 「手紙 過去〜」(作詞: ケツメイシ、NAM、369)                | ケツメイシ（特記以外） | ケツメイシ（特記以外） | 5:27 |
| 3.                                                                    | 「ビルの谷間」                                             | ケツメイシ（特記以外） | ケツメイシ（特記以外） | 4:12 |
| 4.                                                                    | 「高値の花」                                               | ケツメイシ（特記以外） | ケツメイシ（特記以外） | 5:54 |
| 5.                                                                    | 「人は」                                                   | ケツメイシ（特記以外） | ケツメイシ（特記以外） | 5:34 |
| 6.                                                                    | 「侍ジャポン」                                             | ケツメイシ（特記以外） | ケツメイシ（特記以外） | 5:35 |
| 7.                                                                    | 「中出し」(inst.)                                          | ケツメイシ（特記以外） | ケツメイシ（特記以外） | 0:57 |
| 8.                                                                    | 「手紙 〜現在〜」(album version)                           | ケツメイシ（特記以外） | ケツメイシ（特記以外） | 4:14 |
| 9.                                                                    | 「雲の上から」                                             | ケツメイシ（特記以外） | ケツメイシ（特記以外） | 5:45 |
| 10.                                                                   | 「ア・セッションプリーズ」(作詞: ケツメイシ、WADA、TSUBOI) | ケツメイシ（特記以外） | ケツメイシ（特記以外） | 4:28 |
| 11.                                                                   | 「ケツメの作り方」                                         | ケツメイシ（特記以外） | ケツメイシ（特記以外） | 5:17 |
| 12.                                                                   | 「よる☆かぜ」(album mix)                                   | ケツメイシ（特記以外） | ケツメイシ（特記以外） | 6:13 |
| 13.                                                                   | 「手紙〜未来」                                             | ケツメイシ（特記以外） | ケツメイシ（特記以外） | 6:21 |
| 14.                                                                   | 「わすれもの」                                             | ケツメイシ（特記以外） | ケツメイシ（特記以外） | 5:49 |
| 15.                                                                   | 「トモダチ」                                               | ケツメイシ（特記以外） | ケツメイシ（特記以外） | 6:11 |
| 16.                                                                   | 「後出し」(inst.)                                          | ケツメイシ（特記以外） | ケツメイシ（特記以外） | 1:13 |
| 合計時間:                                                             | 合計時間:                                                  | 73:49                  |                        |      |

### 解説
1. 前出し (inst.)
2. 手紙 過去〜
3rdシングル「手紙」収録曲。
3. ビルの谷間
4. 高値の花
5. 人は
6. 侍ジャポン
7. 中出し (inst.)
8. 手紙 〜現在〜 (album version)
3rdシングル収録曲。アレンジを若干変えラップを新たに入れている。
9. 雲の上から
10. ア・セッションプリーズ
アルファが参加。
11. ケツメの作り方
12. よる☆かぜ (album mix)
2ndシングルのアルバム・バージョン。
13. 手紙〜未来
3rdシングル収録曲。
14. わすれもの
コンピレーション・アルバム『SMOOTH II』、ベスト・アルバム『ケツの嵐〜冬BEST〜』にも収録。
15. トモダチ
4thシングル。
16. 後出し (inst.)

## クレジット
- RYOJI：ボーカル、歯ブラシ・スプレー・ペットボトル（#1）アレンジ（#2,15）プログラミング（#2,4～6,9,12,14,15）E.guitar（#4～6,9,10,14）A.guitar（#8,9,11,15）コーラス（#4）サウンド・プロデュース（#4～6,9,12,14）
- RYO：ボーカル、口出す（#1）
- 大蔵：ボーカル、ティッシュ・壁（#1）
- DJ KOHNO：DJ、ピンセット（#1）Cuts（#2,3,8～11,13）プログラミング（#3～5,8,10,11,13,15,16）
- YANAGIMAN：プログラミング（#1～7,9,11～16）アレンジ（#2）E.bass（#3,9,10）W.bass（#11）サウンドプロデュース（#3～9,12～14）

## ゲスト・ミュージシャン
- 手紙　過去～
  - NAM（ラップ）
  - 369（ラップ）
- 手紙～現在～(album version)
  - KIKE（Girly Swing）
- ア・セッションプリーズ
  - WADA（ラップ）
  - TSUBOI（ラップ）
- よる☆かぜ
  - 田中義人（ギター）
  - 中道勝彦（エレクトリック・ピアノ）
- トモダチ
  - KYON（ピアノ）
  - 落合範久（ストリングス・アレンジ）
  - 武藤宏樹（1stヴァイオリン）
  - クラッシャー木村（2ndヴァイオリン）
  - 室屋光一郎（ヴィオラ）
  - 岩永智樹（セロ）
- 後出し
  - うらみけした（Mc'd）

- プロデュース：ケツメイシ・YANAGIMAN
- サウンドプロデュース：YANAGIMAN・RYOJI